# Madeleine Plantey
 (mars 2013).
Si vous disposez d'ouvrages ou d'articles de référence ou si vous connaissez des sites web de qualité traitant du thème abordé ici, merci de compléter l'article en donnant les références utiles à sa vérifiabilité et en les liant à la section « Notes et références ».
Madeleine Plantey, née à Avignon le 19 août 1890 et morte à Saint-Laurent-de-Chamousset le 4 février 1985, est une artiste-peintre française.
Ses œuvres représentent principalement des danseuses, des natures mortes et des paysages.

## Biographie
- Si vous ne connaissez pas le sujet, laissez ce bandeau (vous pouvez alors contacter les auteurs).
- Si vous supprimez le contenu mis en cause (vous pouvez préalablement contacter les auteurs),

argumentez précisément cette suppression dans la page de discussion
(un manque de référence n'est pas un argument ; une recherche réelle de référence doit avoir été effectuée, être formellement documentée).
Madeleine Plantey perd son père jeune. Sa mère donne des leçons de chant pour élever ses trois enfants. Après une longue vie commune avec Louis Milliat, elle se marie tardivement avec lui après le décès de Joseph Milliat qui ne voulait pas que son fils épouse une artiste. Le couple adopte une fille.
Madeleine Plantey est l'élève de Tony Tollet à Lyon. Son atelier est situé rue Laurencin. Elle y peint des nus, des danseuses et des natures mortes. Le dimanche, elle parcourt la campagne pour y peindre des paysages et cueillir des fleurs des champs qui composent ses sujets de natures mortes. Elle produit également des paysages de Bretagne.
Elle expose dans une galerie de la rue Auguste Comte à Lyon, et présente annuellement ses œuvres « hors-concours » au Salon des Beaux-arts de Lyon. Elle obtient des prix dans les Salons parisiens, elle est sociétaire à la Société des artistes français.
En 1939, la galerie Charpentier lui consacre une exposition.
Madeleine Plantey est morte en 1985 à Saint-Laurent-de-Chamousset.

## Collections publiques
- Nu, musée des beaux-arts de Lyon[4].
- Femme nue se coiffant, musée Calvet, Avignon[5].
- Maternité au Musée d'art moderne de Saint-Étienne
- Danseuses  au Musée de Saintes achat en 1952

## Récompenses
- 1937, médaille d'honneur
- 1939, médaille de bronze
- 1955, médaille d'or